# Gabrielle Scollay

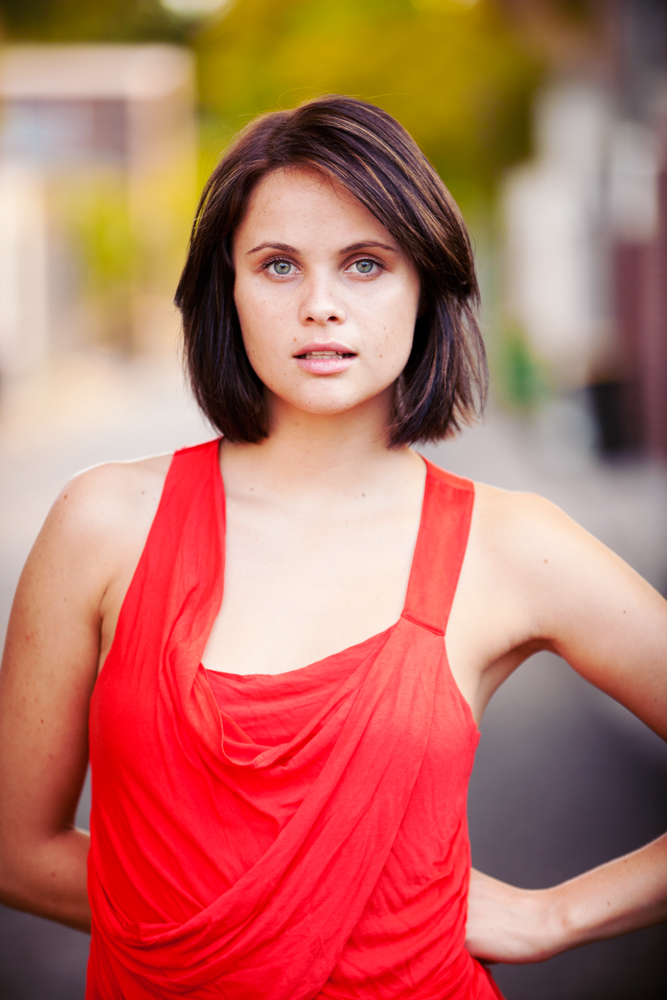
Gabrielle Scollay

Gabrielle Scollay (* 14. Februar 1990) ist eine australische Schauspielerin.
Sie absolvierte eine professionelle Tanzausbildung, in der Hip-Hop, Jazz und modernes Tanzen enthalten waren.
Sie wurde durch ihre Rolle als Amy in der australischen Jugendserie Blue Water High bekannt.

## Filmografie (Auswahl)
- 2006: Blue Water High (Serie 26 Folgen)
- 2007: Home and Away (Serie, 22 Folgen)
- 2007: Dangerous (Serie, 6 Folgen)
- 2009: A Model Daughter: The Killing of Caroline Byrne
- 2011: Rescue: Special Ops (Serie, Folge 3x13)
- 2012: Dance Academy (Serie, 3 Folgen)